# Boarmia promota
Boarmia promota là một loài bướm đêm trong họ Geometridae.